# Panaxia quadripunctaria
Panaxia quadripunctaria là một loài bướm đêm thuộc phân họ Arctiinae, họ Erebidae.